# Catarete brevinervis
Catarete brevinervis är en tvåvingeart som först beskrevs av Zetterstedt 1851.  Catarete brevinervis ingår i släktet Catarete och familjen gallmyggor.
Artens utbredningsområde är Sverige. Arten är reproducerande i Sverige. Inga underarter finns listade i Catalogue of Life.